# Strymon megarus
Espèce
Strymon megarus est une espèce d'insectes lépidoptères de la famille des Lycaenidae, sous-famille des Theclinae et du genre Strymon.

## Dénomination
Strymon megarus a été décrit par Jean-Baptiste Godart en 1824, sous le nom initial de Polyommatus megarus.
Synonymes : Tmolus basilides Geyer, 1837; Thecla tigonia Schaus, 1902; Strymon amphyporphyra Johnson, Eisele & MacPherson, 1990; Strymon rotundum Austin & Johnson, 1997; Strymon gallardi Faynel & Johnson, 2000 .

### Noms vernaculaires
Strymon megarus se nomme Megarus Scrub-Hairstreak en anglais.

## Description
Strymon megarus est un petit papillon  qui possède à chaque aile postérieure de très fines queues dont une longue.
Le dessus du mâle est marron clair avec une discrète suffusion bleu métallisé qui est absente chez la femelle et aux ailes postérieures deux gros ocelles rouges.
Le revers est gris clair avec aux ailes antérieures deux lignes discrètes : l'une formée de marques beige foncé, l'autre de chevrons rouge pâle, et, sur les ailes postérieures, deux gros ocelles rouges dont un en position anale, une ligne de chevrons beige et deux lignes de marques rouges.

## Écologie et distribution
Strymon megarus est présent au Mexique, au Pérou, en Argentine, au Brésil et en Guyane,.

### Protection
Pas de statut de protection particulier.